# (7275) 1983 CY2
(7275) 1983 CY2 là một tiểu hành tinh vành đai chính. Nó được phát hiện bởi Norman G. Thomas ở Anderson Mesa Đài thiên văn Lowell south thuộc Flagstaff, Arizona, ngày 15 tháng 2 năm 1983.